# Bazar Bonne-Nouvelle
De Bazar Bonne-Nouvelle is een voormalig Parijs warenhuis, opgericht in 1836 door de koopman André-Martin Labbé. Na een brand in 1930 werd het niet meer heropend. De winkel bevond zich op de plaats van het huidige postkantoor aan de Boulevard de Bonne-Nouvelle 18-20 in Parijs.

## Geschiedenis
Het bedrijf werd in april 1838 opgericht door ijzerhandelaar André-Martin Labbé. Het was gelegen op nummer 20 van de Boulevard Bonne-Nouvelle in Parijs in een gebouw met vijf verdiepingen dat werd ontworpen door architecten Joseph-Antoine Froelicher en Jean-Louis Victor Grisart. 
Zijn bedrijfsplan uit 1835, is een van de oudste bewaard gebleven in Franse archieven en bevat ambitieuze prognoses die de realiteit niet te ambitie die de economische realiteit te buiten gingen. Dit leidde tot een gevecht met zijn financier Eugène Sala, die het bedrijf in 1842 over nam met een minnelijke schikking.  
Hij beheerde het tot 1851, toen het op een veiling werd toen gekocht door de Italiaanse prins Torlonia om het rond 1873 om te vormen tot een warenhuis onder de naam À la Ménagère, voornamelijk gericht op vrouwen. In 1899 werd het omgevormd tot de centrale en tot 1899, toen het werd omgevormd tot het warenhuis Nouvelles Galeries.
Het gebouw brandde drie keer af: 
- op 14 juli 1849, waarbij het gedeeltelijk vernietigd werd;
- In 1899 waarbij de brand het pand volledig verwoestte en opnieuw werd opgebouwd;
- op 12 juli 1930, waarbij het pand opnieuw werd verwoest.

In 1953 werd op deze locatie een groot postkantoor gebouwd door de architecten Joseph Bukiet ( 1896-1984) en André Gutton (1904-1980).
Deze bazaar was erg belangrijk in de geschiedenis van warenhuizen omdat hier een markt van levensmiddelen in de kelder gecombineerd werd met een bazaar van huishoudgerei op de begane grond, ongeveer 300 boetieks en een groot Frans cafe op de eerste verdieping, theaterzalen en bijeenkomstzalen op de tweede verdieping, evenals de destijds zeer bekende schilderijengalerij. In de volksmond stond het bekend als 'Palais Bonne-Nouvelle'. 